# Karl Hossinger
Karl Hossinger (* 30. Oktober 1904 in Bensen; † 6. Mai 1985 in Weiden in der Oberpfalz) war ein deutscher Jurist, Thüringer Ministerialdirektor und Akademiedirektor.

## Leben
Hossinger erlernte nach dem Besuch der Volks- und einer weiterführenden Schule den Beruf des Kaufmanns. Danach studierte er Rechtswissenschaft. In diesem Fach wurde er 1928 zum Doktor promoviert. Von 1929 bis 1932 arbeitete er für eine Versicherung in Prag, daran anschließend als Kaufmann für die Berliner Firma Siemens & Halske. 1940 wurde er zur Wehrmacht einberufen, wurde aber schon 1942 wieder freigestellt und dienstverpflichtet für Siemens in Berlin und später in Gera.
Nach dem Ende der NS-Herrschaft trat er 1945 in die Kommunistische Partei Deutschlands (KPD) ein und wurde im Landratsamt Gera tätig. 1946 holte ihn die KPD-Bezirksleitung nach Weimar, wo er im Büro der Präsidialkanzlei von Ministerpräsident Paul installiert wurde. 1946 wurde er Mitglied in der Sozialistischen Einheitspartei Deutschlands (SED). Im Juni 1947 wurde Hossinger zum Ministerialdirektor und Büroleiter des Ministerpräsidenten. Von 1952 bis 1958 war er stellvertretender Vorsitzender des Rates des Bezirkes Erfurt und von 1955 bis 1961 Vorsitzender des Bezirksvorstandes der Gesellschaft für Deutsch-Sowjetische Freundschaft (DSF). Gleichzeitig gehörte er dem Zentralvorstand der DSF an. Im Jahr 1958 wurde er an der Seite von Helmut Holtzhauer zum stellvertretenden Direktor der Nationalen Forschungs- und Gedenkstätten der Klassischen deutschen Literatur (NFG) in Weimar berufen. Von Oktober 1961 bis September 1971 war er Direktor der Deutschen Akademie der Künste (DAK) in Ost-Berlin. Im Mai 1962 wurde er mit der Johannes-R.-Becher-Medaille in Silber ausgezeichnet.
Nach seiner Verrentung übersiedelte Hossinger Mitte der 1970er Jahre in die Bundesrepublik Deutschland.

## Veröffentlichungen
- Die Hohe Carlsschule zu Stuttgart : Sklavenplantage oder einmalige, epochale Erziehungsanstalt?, Weimar: Nationale Forschungs- und Gedenkstätten der klassischen deutschen Literatur, 1961.
- Mitteilungen der Deutschen Akademie der Künste zu Berlin. Deutsche Akademie der Künste Berlin, Ost (abgerufen am 25. Dezember 2017).